# Giving You Up
Singles de Kylie Minogue
I Believe in You
(2004) 2 Hearts
(2007)
Clip vidéo
[vidéo] « Giving You Up », sur YouTube
Giving You Up est une chanson de l'actrice et chanteuse australienne Kylie Minogue, l'une des deux nouvelles chansons incluses dans l'album de ses plus grands succès, intitulé Ultimate Kylie et sorti au Royaume-Uni le 22 novembre 2004.
Le 28 mars 2005, un peu plus de quatre mois après la sortie de l'album, la chanson a été publiée en single. C'était le deuxième et dernier single tiré de cet album.
Le single a débuté à la 6e place du hit-parade britannique (pour la semaine du 3 au 6 avril 2005).